# Bienvenu Boyata
Bienvenu Mandungu Boyata (5 november 1963) is een gewezen Congolese voetballer. Hij speelde verscheidene seizoenen voor derdeklasser Union Sint-Gillis. Hij is tevens de vader van voetballer Dedryck Boyata.

## Carrière
Bienvenu Boyata was een aanvaller die in de jaren 80 debuteerde bij het Brusselse Union Sint-Gillis. In 1988 stapte over naar Stade Leuven, dat toen in Tweede Klasse speelde. Na afloop van het seizoen keerde Boyata terug naar Union. In totaal speelde hij meer dan 100 wedstrijden voor de Brusselaars.
In 1994 stapte de Congolese aanvaller over naar het bescheiden RC Brussel. Hij speelde er twee seizoenen en ruilde de club vervolgens in voor Maccabi Brussel. Bij Maccabi werd hij later ook hulptrainer en hoofdcoach.